# 古泉站 (日本)
古泉站（日语：／ Koizumi eki */?）是位於日本愛媛縣伊予郡松前町的鐵路車站，隸屬於伊予鐵道（伊予鐵），車站編號為IY30。本站原為無人站，但自車站附近於2008年興建大型購物中心「EMIFULL松前」後，使用人數大幅增加，同年9月1日起升格為有人委託站，同時將線內的鎌田站降為無人站。本站的乘車總人數自該年起也超越了町內的中心車站松前站。

## 車站結構
本站和鎌田站都是1967年所增設的通勤車站，兩站開業日期不足一個月，並同樣採用簡易車站模式運作，不設有站房。由於本站於開業時已設定為無人站規格，因此除了月台、上蓋及極少量座椅外，其他的配套均完全欠奉。而當實行自動發售車票系統時，也只在在月台上加裝了一部售票機而已。而轉為有人站的初期，伊予鐵在月台上臨時放置與西衣山站同類的小型值更亭，後來在斜道及樓梯出入口的月台末端附近加設永久性的站務室，售票機也遷置於此。
月台外設有單車停泊處，分別設於樓梯出入口前端及斜道出入口旁。因規劃時曾考慮作為列車交換車站，結果採用島式月台的設計，讓列車當從兩端路軌入站時，透過Ｙ型轉轍器靠左入站；不過由開業至今，卻未曾作過列車交換之用，列車一直以來只使用已舖設路軌的西北方月台，而東南方的月台則長期閒置，及後變成為單車停泊場。2008年車站加建無障礙斜道時，索性就在從未使用過的月台旁直接加裝，並且加裝了安全欄竿圍封及興建有蓋候車亭，結果改變成為一個有相當寬度的側式月台1個，列車交換功能也隨之消失。有效長度為3輛。

### 月台配置
| 路線    | 方向 | 目的地           |
| ------- | ---- | ---------------- |
| ■郡中線 | 上行 | 松山市方向       |
| ■郡中線 | 下行 | 松前、郡中港方向 |

## 歷史
- 1967年3月9日：開業。
- 2008年：

- 3月：加設無障礙斜道。
- 9月1日：昇格為有人站。

- 2025年3月18日：伊予鐵內所有郊外鐵道線均可使用ICOCA及全國交通系IC卡[5][6][7]。

## 使用情況
| 年度   | 1日平均乗車人數 |
| ------ | --------------- |
| 1980年 | 617             |
| 1985年 | 438             |
| 1990年 | 454             |
| 1995年 | 462             |
| 2000年 | 471             |
| 2003年 | 480             |
| 2004年 | 469             |
| 2005年 | 466             |
| 2006年 | 462             |
| 2007年 | 492             |
| 2008年 | 1,369           |
| 2009年 | 1,497           |
| 2010年 | 1,518           |
| 2011年 | 1,545           |

## 相鄰車站
伊予鐵道
■ 郡中線
岡田（IY29）－古泉（IY30）－松前（IY31）

## 外部連結
- 伊予鐵道古泉站公式網頁。（页面存档备份，存于）